# Prima battaglia di Novi (1799)
La prima battaglia di Novi, svoltasi il 15 agosto 1799, vide affrontarsi i francesi dell'Armata d'Italia, comandati inizialmente dal generale Barthélemy Joubert (che morì in principio di scontro) e poi dal generale Jean Victor Moreau contro l'esercito austro-russo guidato dal feldmaresciallo russo Aleksandr Suvorov durante la sua campagna in Italia.
Conclusasi con la vittoria di questi ultimi, determinò la ritirata generale delle forze francesi presenti in Italia dalla pianura Padana. Inoltre, la battaglia segna sostanzialmente la fine della campagna russa in Italia: dopo la capitolazione della città di Tortona, le forze russe abbandonarono la penisola in direzione della Svizzera.

## Contesto storico
Dopo la spedizione di Napoleone in Egitto e la conquista del Regno di Napoli da parte di MacDonald e Championnet, le principali potenze europee si mossero nuovamente per coalizzarsi contro la giovane repubblica transalpina. Venuti a sapere della macchinazioni di Austria, Russia ed Inghilterra, i membri del Direttorio dichiararono guerra alla corte asburgica, dando inizio ad un nuovo periodo di guerra.

La guerra non iniziò nel modo migliore per i francesi, almeno sul fronte italiano: il generale Schérer non riuscì a sfruttare l'occasione per impossessarsi di Verona e fu respinto poche settimane dopo a Magnano, venendo costretto ad abbandonare il Veneto per la Lombardia. Nel frattempo, dalla Russia stavano giungendo i rinforzi del generale Suvorov, temuto e brillante comandante, tra i migliori in tutta Europa. Tanto era celebre la sua fama che, nonostante fosse caduto in disgrazia agli occhi dello zar, fu esplicitamente richiesta la sua presenza al comando della coalizione dalle altre nazioni coinvolte.

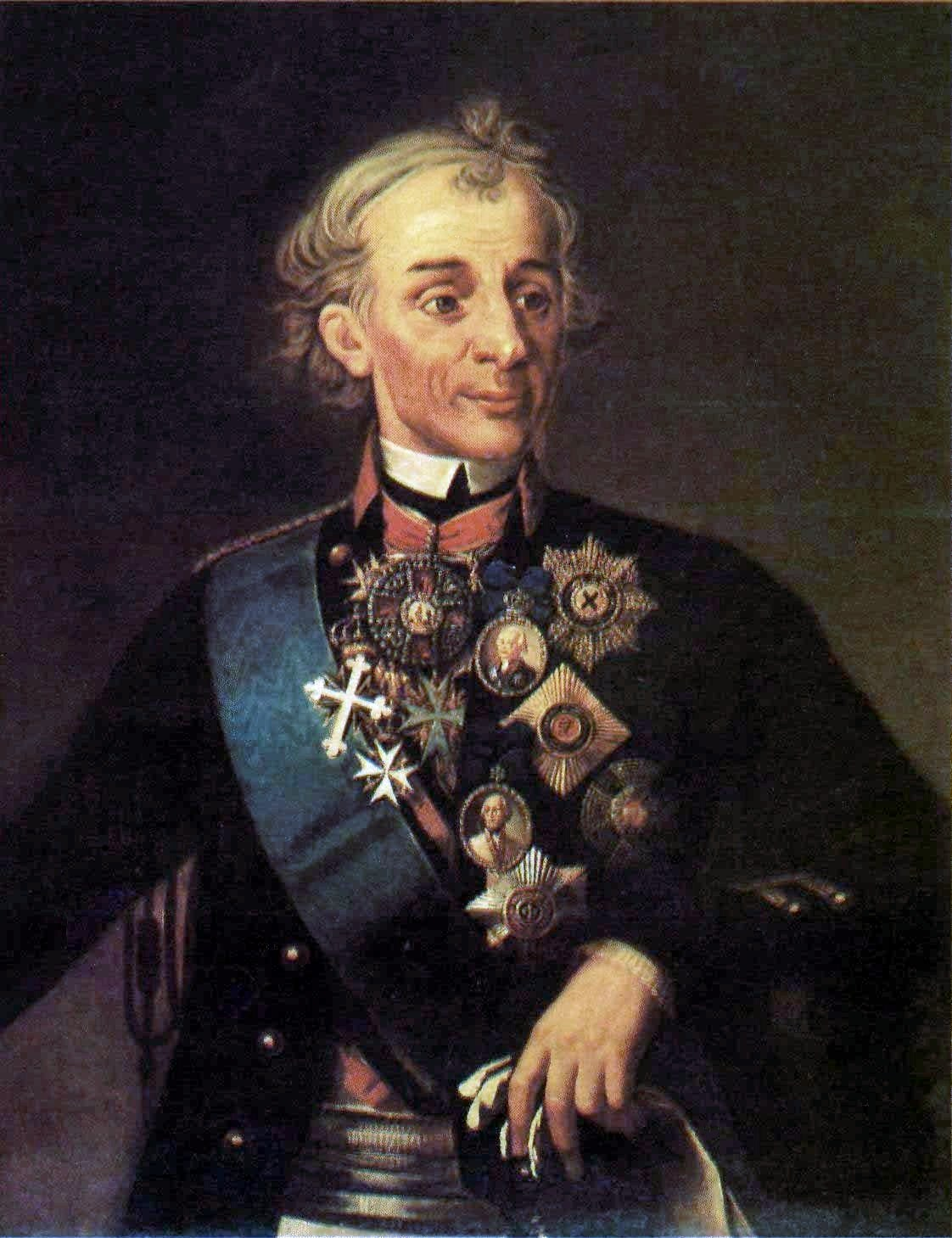
Il generalissimo Suvorov.

Suvorov arrivò il 15 aprile a Verona e nel giro di sole due settimane stravolse gli equilibri della guerra in Italia: prese Brescia in nemmeno due giorni, portò le sue truppe in profondità nel territorio lombardo ed inflisse, in tre battaglie consecutive, altrettante sconfitte all'esercito di Moreau, appena subentrato a Schérer, riuscendo persino a catturare per intero la divisione di Sérurier a Verderio. Essendo impossibile mantenere quel che restava della Lombardia, i francesi si ritirarono in Piemonte.

## Antefatti

### La guerra in Piemonte
Mentre in Consiglio aulico di Vienna chiedeva al generalissimo Suvorov di prendere Mantova e le altre fortezze lombarde ancora in mano alle guarnigioni francesi, il formidabile stratega russo, di natura assai energica, stava già pianificando il modo in cui spingere ancora più indietro l'esercito di Moreau. Inizialmente, considerò di attraversare il Po nei pressi di Valenza: la notizia che la città fosse occupata dai francesi lo convinse a desistere. Nonostante ciò, il messaggio da lui inviato ad alcuni reparti giunse in ritardo e questi ingaggiarono i francesi a Bassignana, venendo sonoramente sconfitti. Procedette con il secondo piano, di attraversare a Voghera ed attaccare lungo la direttiva di Tortona e Alessandria: la prima città fu catturata, con l'eccezione della propria cittadella, il 14 maggio, mentre la seconda fu occupata dai francesi. Pochi giorni dopo, nelle vicinanze di Alessandria da un primo incontro fortuito, si giunse ad una ben più ampia battaglia nei pressi di Marengo: i francesi inizialmente trovarono un vantaggio, ma l'arrivo dei rinforzi austro-russi quasi capovolse l'esito dello scontro, terminato con un sostanziale pareggio, causa la ritirata preventiva dei repubblicani.
Mentre Moreau con i suoi uomini si diresse a sud, al riparo tra le montagne delle Alpi e degli Appennini e la costiera ligure, Suvorov approfittò dell'abbandono del Piemonte da parte dei repubblicani per conquistare la città di Torino. Questa non era solo importante per il suo ruolo di capitale del regno sabaudo, ma la sua presa avrebbe segnato un punto di svolta agli occhi della popolazione italiana: le forze imperiali avrebbero piegato ogni tentativo di resistenza francese, liberando l'Italia dall'occupazione repubblicana. Raggruppate le proprie forze, gli austro-russi si mossero verso Torino ed iniziarono ad assediarla gli ultimi giorni di maggio.

### Trionfo su MacDonald e la presa di Mantova
Oltre all'esercito di Moreau, ve ne era un altro in Italia e stava giungendo al nord, attraversando l'intera penisola, in soccorso dei loro commilitoni. Il generale MacDonald, che solo qualche mese prima aveva guidato con successo l'occupazione del Meridione, aveva ricevuto ordini dal Direttorio di dirigersi verso le posizioni occupate da Moreau. Insieme, i due avrebbero avuto sufficienti uomini per poter sconfiggere Suvorov una volta per tutte raddrizzare le sorti del conflitto in favore della causa francese.
Partito da Napoli, il generale francese arrivò a Roma il 21 maggio e programmò di giungere nei pressi della Trebbia, luogo in cui aveva in mente di affrontare Suvorov, circa un mese dopo. La risalita non fu facile: gli uomini di MacDonald dovettero marciare per quasi 40 km al giorno, spesso sotto il sole cocente, e in qualche occasione, come a Rigutino, furono attaccati da alcuni milizie di cittadini locali. Nonostante ciò, MacDonald giunse ai confini settentrionali della Toscana nei primi giorni di giugno. Rafforzato dalla divisione di Victor, riuscì a farsi largo nella pianura dell'Emilia Romagna, occupata da alcuni gruppi di soldati imperiali, sconfiggendo gli austriaci a Modena. A questo punto, la minaccia rappresentata dall'Armata di Napoli non poteva più essere ignorata.

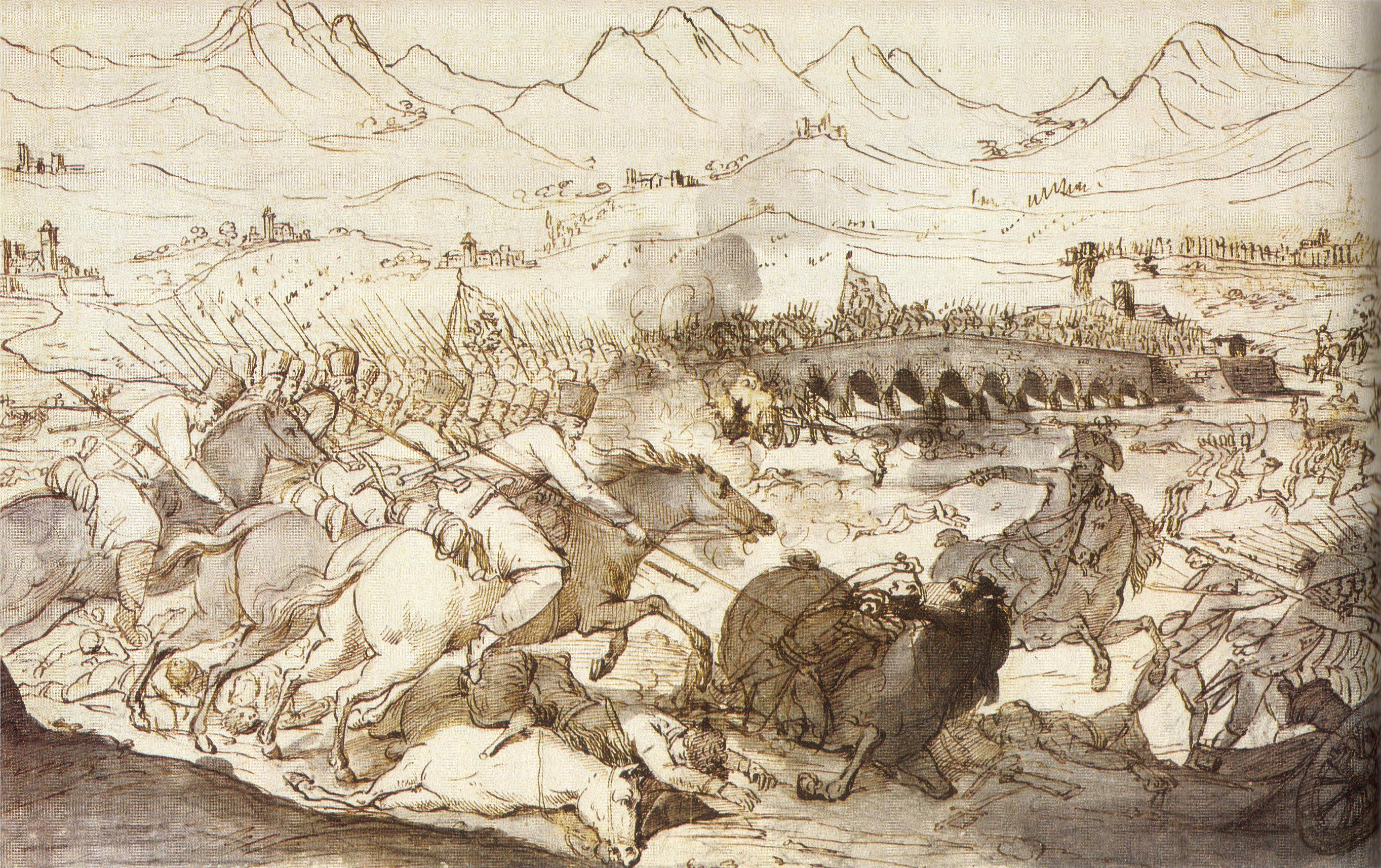
La battaglia della Trebbia

Alla notizia dell'arrivo di MacDonald in Toscana, Suvorov si preparò a scendere in battaglia con il proprio esercito per sconfiggere la nuova armata francese. Il russo era perfettamente conscio che se i due eserciti repubblicani fosse riusciti ad attaccarlo insieme o semplicemente a congiungersi, l'esito della sua campagna in Italia sarebbe stato compromesso. Chiamati i rinforzi di Bellegarde ad impedire che Moreau potesse raggiungere l'Emilia passando dal Piemonte, Suvorov si mise rapidamente in marcia per intercettare MacDonald. I due eserciti si incontrarono presso il fiume Trebbia. In una difficile battaglia, gli uomini del generale Suvorov riuscirono a sconfiggere definitivamente l'Armata di Napoli. I resti del suo esercito fuggirono verso gli Appennini. Nel frattempo, Moreau era sceso in pianura, aveva scacciato gli austriaci da Tortona ed aveva inflitto loro una sconfitta a Marengo ma, saputo della recente vittoria del maresciallo russo, si affrettò a tornare sui suoi passi.

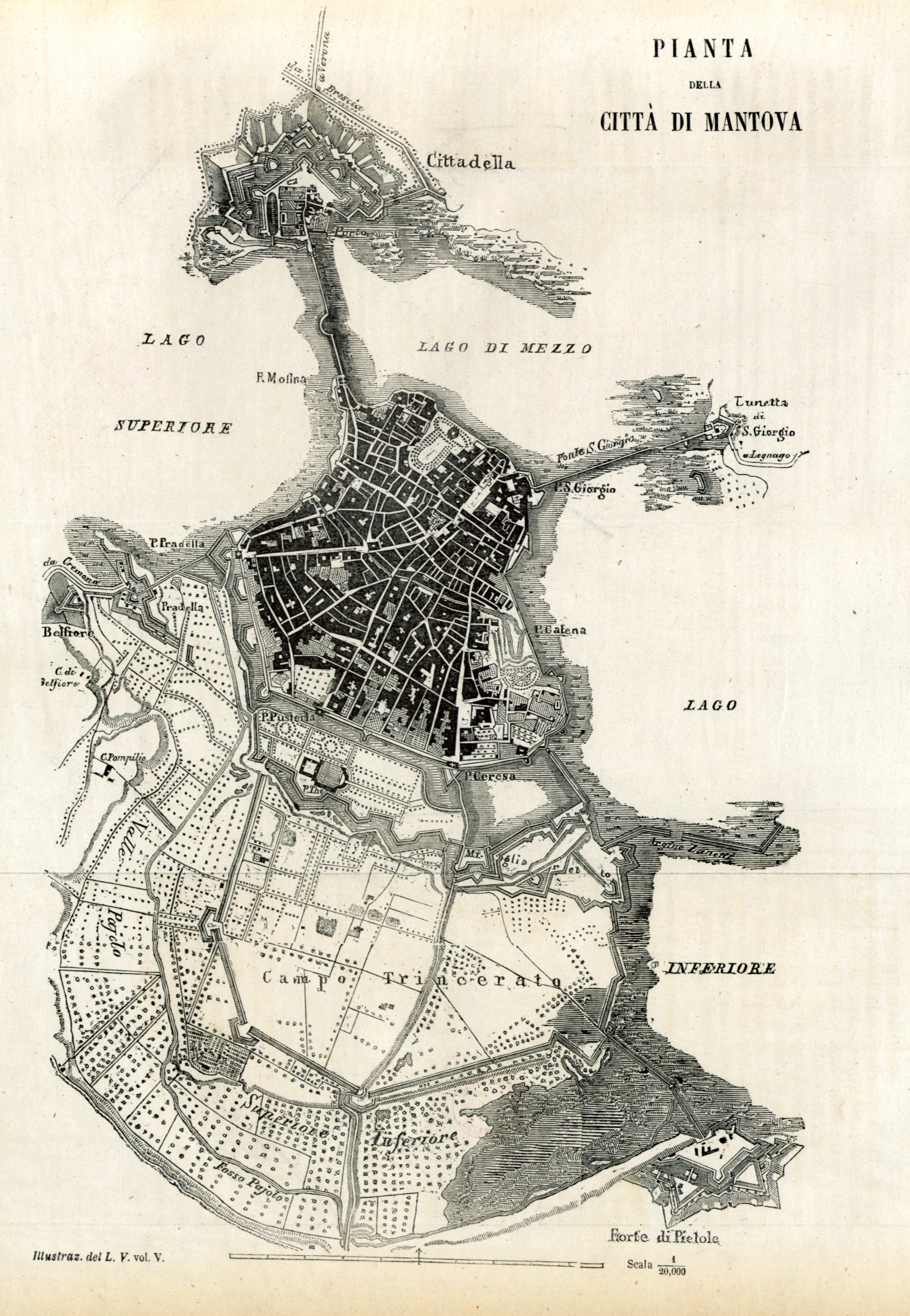
Mappa della città di Mantova nel 1858

Scacciate le preoccupazioni, Suvorov poté investire i propri uomini e le proprie risorse per portare a termine i due assedi di Mantova e Torino. La città piemontese cadde il 20 giugno. Mantova, invece, resistette più a lungo: a causa dell'avvicinamento di MacDonald da sud, l'artiglieria più pesante era stata portata a Verona e l'assedio vero e proprio non era potuto nemmeno iniziare. Cessato questo pericolo, Kray, generale incaricato di prendere la città, decise di passare alle maniere forti: radunati quasi 40000 uomini ed oltre 600 cannoni, bombardò le mura della città incessantemente per giorni interi, fino a che di queste non rimasero brandelli. Prima toccò alla Cittadella, poi a San Giorgio, infine alla città vera e propria. Demoralizzati e terrorizzati dal continuo fuoco, i francesi rinchiusi nella città si arresero. Eliminata ogni fonte di possibile resistenza francese nella pianura alle sue spalle, a Suvorov rimaneva un solo bersaglio: raccolse di nuovo le sue forze ed andò incontro all'esercito di Moreau.

### Il comandante Joubert
Visto il pessimo andamento della guerra in Italia, il Direttorio pensò di sostituire il generale Moreau. Questi non era in minima parte colpevole dell'andamento della campagna, ma fu comunque ritenuto responsabile per non essere riuscito ad ottenere alcun progresso contro i russi. La scelta del suo successore ricadde su due nomi, entrambi noti ed apprezzati per le rispettive imprese in Italia: Championnet e Joubert. Entrambi avevano avuto, tra la fine dell'anno precedente e i primi mesi del 1799 degli screzi con il Direttorio, ma la loro fede repubblicana era sincera e le loro capacità militari erano più che mai necessarie. Alla fine fu Joubert a spuntarla e ad ottenere il comando della nuova armata: a determinare la sua scelta furono la popolarità che godeva tra le truppe e la popolazione italiana, anche se il suo contributo nel colpo di Stato del 30 pratile probabilmente influì nella sua nomina. 

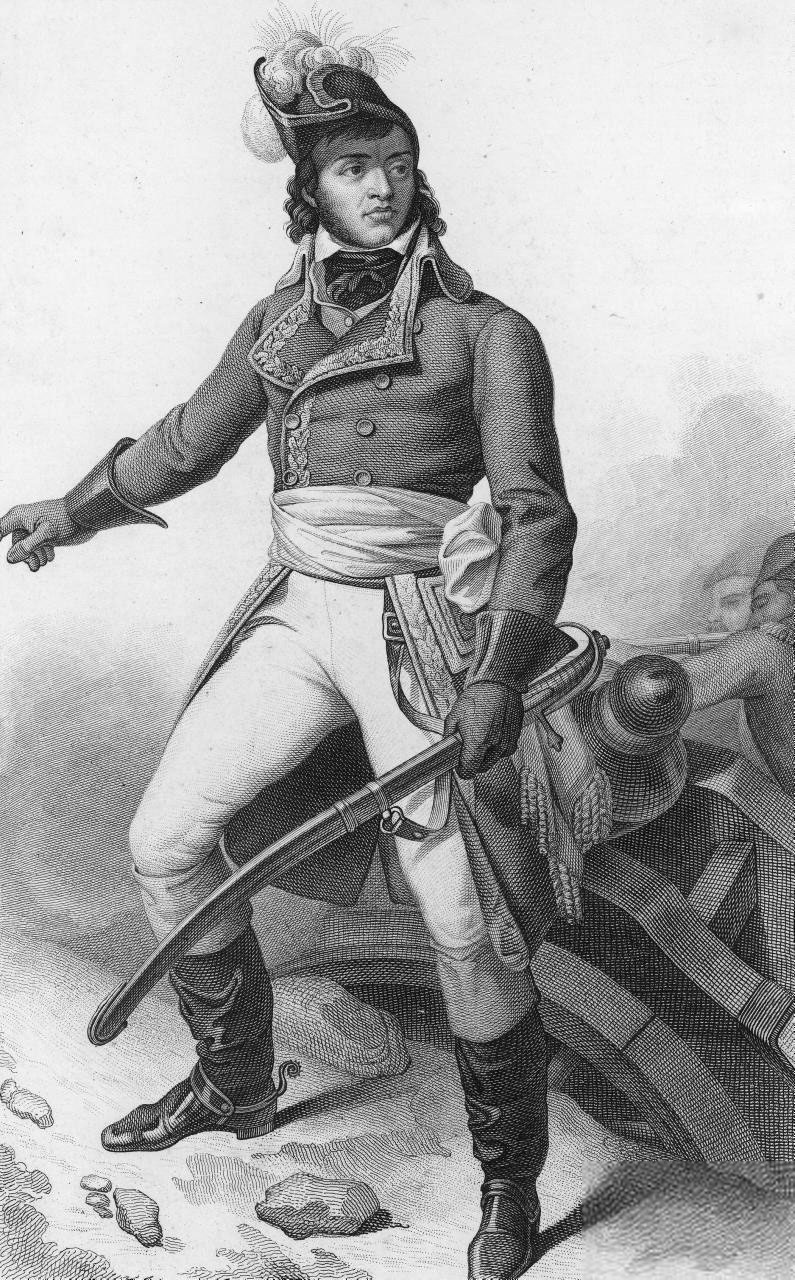
Il generale Joubert

Championnet fu incaricato di raccogliere un esercito nei pressi di Grenoble, la cosiddetta Armata della Alpi, e di attaccare le forze austro-russe passando tra i valichi alpini, attaccando quindi la parte settentrionale del Piemonte, mentre Joubert avrebbe raggiunto Moreau passando dalla Provenza e avrebbe preso da lui il comando dell'esercito dell'Armata d'Italia, che nel frattempo si era fusa con i resti dell'Armata di Napoli. Considerando i rinforzi appena giunti dalla Francia, in particolare dalla Vandea, e le truppe già presenti sul posto, l'esercito di Joubert contava circa 40000 uomini. Joubert ebbe il buon senso di sfruttare l'autorità a lui concessa per tenere con sé Moreau come vice-comandante, nonostante gli fosse stata affidato un ruolo di comando sul Reno, mentre MacDonald tornava in Francia per riprendersi dalle ferite subite nella battaglia della Trebbia.
La preoccupazione principale di Joubert era la cittadella di Tortona, ancora in mano francese, ma assediata da tempo dalle forze alleate. Dopo la caduta di Torino, Mantova ed Alessandria, questa era una delle poche fortezza rimaste in possesso dei repubblicani ed avrebbe potuto contribuire ad una rapida avanzata delle forze francesi verso Milano, assicurando la stabilità delle vie di comunicazione tra Liguria e Lombardia. Sebbene l'esercito di Championnet non fosse ancora pronto per entrare in azione e colpire le retrovie dell'esercito di Suvorov, Joubert passò all'azione: valicò le montagne al passo della Bocchetta e scese con le sue truppe verso Acqui, dove scacciò Bellegarde, che aveva tentato di porre un timida resistenza. In parte, questo fu dovuto agli ordini di Suvorov: la cavalleria russa era molto più forte di quella repubblicana ed il temibile maresciallo voleva sfruttare a pieno il vantaggio combattendo in pianura.
Joubert ardeva all'idea di confrontarsi in una battaglia campale con i russi, sia perché era un ordine del Direttorio sia perché il suo carattere lo spingeva ad essere oltremodo temerario.  Tra il 10 ed il 13 agosto le sue truppe erano già state disposte per la battaglia. Essendo questo un momento critico per l'intera salvezza della repubblica, un tavolo di guerra fu convocato la notte del 14 agosto. Joubert ed nutrito gruppo di generali propendevano per entrare in azione, spinti più dalla foga che dalla ragione: volevano riparare l'onore della armate francesi, sconfitte ed umiliate dagli alleati nel corso di questa campagna. Argomentavano che la fanteria francese, nonostante l'inferiorità numerica, avrebbe compensato con l'ardore lo svantaggio e sarebbe stata capace di fendere la resistenza nemica e vincere la battaglia. Inoltre, il tempo non era dalla loro parte: se avessero voluto liberare Tortona, avrebbero dovuto farlo prima che fosse il nemico a prenderla. I più prudenti, tra cui Moreau, erano di avviso esattamente contrario: se le due fanterie fossero giunte allo scontro, lo avrebbero dovuto fare su un terreno pianeggiante, dove la cavalleria russa avrebbe sbilanciato l'esito del conflitto in favore delle forze imperiali. Inoltre, se avessero atteso l'arrivo di Championnet, Suvorov avrebbe dovuto affrontare un esercito non solo più numeroso, ma anche su due fronti. Del resto, se il Direttorio voleva che si combattesse una battaglia decisiva, tanto valeva combattere con le probabilità di vittoria in loro favore e non affrettarsi solo per compiacere i suoi membri. Un'ulteriore considerazione fu quella della gestione di un'eventuale sconfitta: con la fortezza di Serravalle in mano austriaca, la riviera di Levante sotto diretta minaccia e quella di Ponente dove le strade erano quasi impraticabili, una sconfitta avrebbe comportato l'immediata distruzione dell'Armata d'Italia ed avrebbe aperto le porte all'invasione della Provenza da parte delle forze imperiali. Questa linea di pensiero lasciava comunque delle incertezze: le montagne non potevano produrre cibo sufficiente per sfamare l'esercito a lungo e la pianura fertile sottostante era in mano nemica. Non sapevano nemmeno quando sarebbe arrivato Championnet. Joubert, seppur in modo riluttante, decise di rispettare l'opinione di chi preferiva aspettare prima di combattere. Lasciarono l'esercito privo di ordini particolari per il giorno seguente.
Gli umori dal lato austriaco erano simili: attaccare una posizione difensiva come quella francese non era affatto ideale, soprattutto dopo che Joubert aveva fatto scavare diverse trincee ed aveva iniziato a costruire qualche fortificazione. Il fatto che non fossero in pianura era un ulteriore vantaggio per i francesi. Gli alleati si interrogavano anche sull'arrivo di Championnet: sapevano che era in movimento un esercito e che sarebbe giunto alle loro spalle, ma non disponevano di alcuna informazione riguardo al numero di soldati e alla data stimata del loro arrivo. L'arrivo dei 12000 uomini di Kray il 12 agosto aveva portato le truppe imperiali ad una superiorità sia in cavalleria sia in fanteria. Suvorov non aveva il minimo dubbio: le forze imperiali avevano dimostrato di essere capaci di sconfiggere ripetutamente i francesi. Trattenersi ed attendere non avrebbe portato alcun vantaggio nella prosecuzione della sua campagna. Nonostante la svantaggiosa posizione in cui le sue truppe avrebbero dovuto combattere, la sua natura temeraria lo aveva convinto a scendere in battaglia il giorno successivo.

## Schieramenti

### Esercito imperiale
Posto il quartier generale a Bosco Marengo, l'esercito era così schierato:
- l'ala destra, al comando del generale Kray, composta dalle divisioni Bellegarde e Ott e posizionata di fronte all'abitato di Fresonara, con la divisione Bellegarde appoggiata sulla riva sinistra dell'Orba;
- il centro, al comando del feldmaresciallo Aleksandr Vasil'evič Suvorov, disposto di fronte all'abitato di Pozzolo, con l'avanguardia di Bagration, e il rinforzo di sei battaglioni russi provenienti dal corpo di Derfelden;
- l'ala sinistra, al comando di Rosemberg e Hohenzollern, situata intorno a Viguzzolo e composta da dieci battaglioni di fanteria, due reggimenti di cosacchi e sei squadroni di dragoni del Württemberg.

La riserva era situata dietro Pozzolo Formigaro a Rivalta Scrivia ed era comandata dal generale Melas.
Nel complesso scesero in campo 66840 uomini (93 battaglioni di fanteria e 52 squadroni di cavalleria)

### Esercito francese
Posto il quartier generale a Novi, l'Armata d'Italia era così schierata:
- l'ala sinistra, agli ordini del generale Pérignon, composta dalla divisione Grouchy (brigate Grandjean e Charpentier) e dalla divisione Lemoine (brigate Garreau e Clausel). Lo schieramento sulle colline a occidente di Novi raggiunse Basaluzzo passando di fronte all'abitato di Pasturana;
- il centro, al comando del generale Saint-Cyr, composto dalla divisione Laboissiere (brigate Quesnel e Gardanne) disposta a sud e a est dell'abitato di Novi. Più arretrati la brigata Colli, una riserva di fanteria e una di cavalleria comandata dal generale Guérin;
- l'ala destra, ancora al comando di Saint-Cyr, composta dalla divisione Watrin (avanguardia di Calvin, brigate Arnaud e Petitot). In questo settore anche la divisione Dąbrowski, composta da soldati polacchi, italiani e francesi.

Schierati in totale 34930 uomini (52 battaglioni di fanteria e 11 reggimenti di cavalleria).

## La battaglia

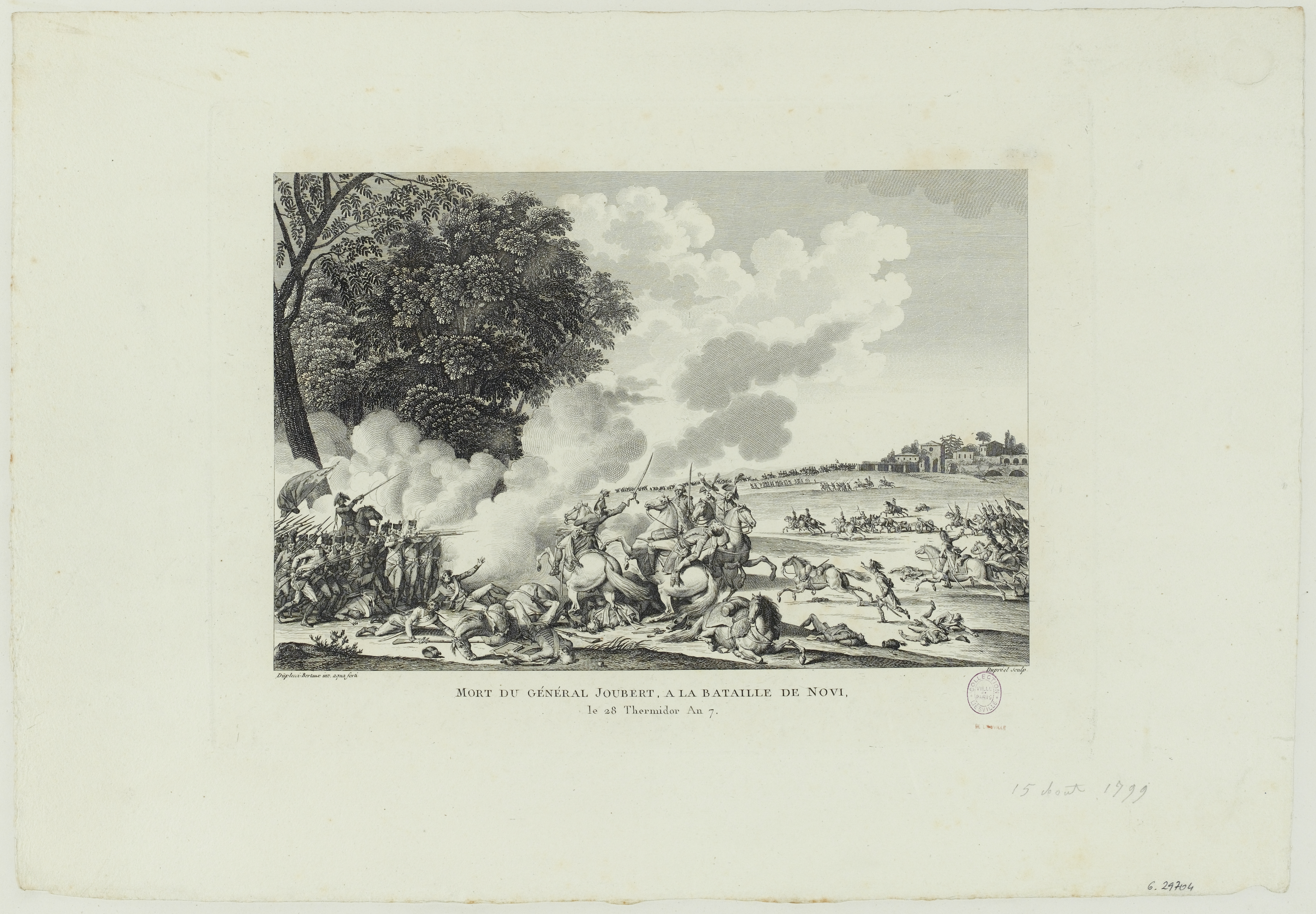
Morte del generale Joubert nella battaglia di Novi il 28 termidoro, Dupréel e Vivant-Denon, Musée Carnavalet, Parigi

All'alba del 15 agosto, alle 5 del mattino, i generali Kray e Bellegarde attaccarono l'ala sinistra francese di Pérignon, sulla pianura tra Fresonara e Basaluzzo. Il generale Joubert, colto di sorpresa dall'improvviso attacco, si recò sulla posizione del generale Lemoine per meglio rendersi conto della situazione. Joubert si mise personalmente al comandi delle truppe, guidandole verso il nemico. Sfortunatamente, venne colpito nella mischia da un colpo di moschetto in pieno petto e morì poco dopo. Nonostante la scomparsa di Joubert la battaglia non rallentò.  Nel frattempo Moreau assunse il comando delle forze francesi: visto che il centro e l'ala sinistra degli alleati non erano ancora entrate in azione, spostò la propria attenzione sul fianco sinistro sotto attacco, mandando numerosi rinforzi a sostegno degli uomini già in azione. L'intervento delle nuove forze francesi vanificò il primo tentativo di assalto delle forze alleate. Queste, nonostante il primo fallimento, si ripresentarono subito all'attacco, supportate dall'artiglieria. Bellegarde, che aveva appena assistito al rovesciamento delle proprie forze, decise di provare ad aggirare le forze francesi da Pasturana, inviando la propria cavalleria lungo il corso del torrente Riasco, dove poi si sarebbero congiunte con le forze di Seckendorf, provenienti dal Lemme. Vedendosi compromessa, la cavalleria di Richepanse si ritirò a sinistra di Pasturana. La colonna austriaca attaccò con maggior forza i reparti di Lemoine, che erano messi in grave difficoltà. La manovra degli austriaci avrebbe avuto pieno successo se solo Seckendorf si fosse precipitato in aiuto del resto della cavalleria: distratto da un movimento di un piccolo distaccamento francese, decise di inseguirlo. Giunto sul Riasco, non proseguì nella manovra e preferì fermarsi. Pérignon, approfittando della cosa, ordinò un attacco sul fianco destro degli austriaci alla brigata di Clausel. Questi risposero, ma furono rapidamente colpiti da Richepanse sull'altro lato. Infine, l'attacco di Partouneaux con le baionette riuscì a respingerli. Alle otto del mattino l'ala sinistra era tornata tranquilla.

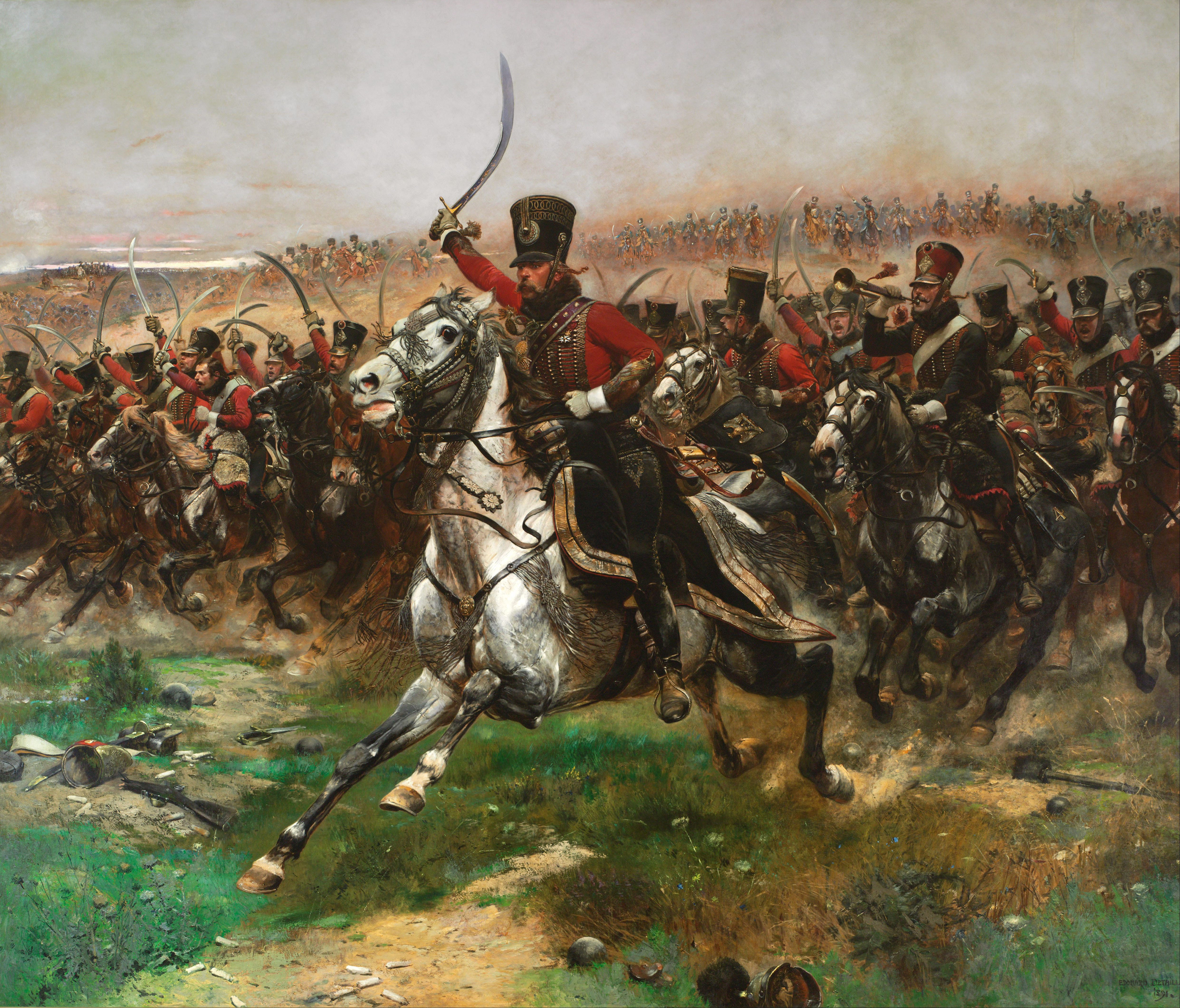
Carica di ussari francesi

Siccome l'ala destra francese di Saint-Cyr non era ancora stata attaccata dalle forze alleate, il generale francese ne approfittò per dare gli ultimi ritocchi alle proprie difese: la brigata di Gardanne si assunse il compito di difendere Novi mentre Colli e Quesnel presero le alture alla sinistra della città. Verso le nove Kray tentò un secondo attacco, alla conquista delle colline: le posizioni vennero conquistate e perdute per ben due volte, sotto il fuoco dell'artiglieria, ma alla fine Kray fu costretto a desistere di fronte alla resistenza francese, anche perché l'aiuto da parte di Bagration tardava ad arrivare. Infatti, Kray aveva richiesto il supporto del principe Bagration per continuare l'assalto sul fianco dei francesi, ma il russo, rimanendo fedele alle istruzioni di Suvorov, decise di attendere il momento stabilito in precedenza. Solo quando osservò che senza il suo intervento le forze austriache sarebbero state del tutto respinte, egli si decise ad intervenire. Nella speranza di poter colpire Novi dal fianco, diresse quattro colonne verso il monte Rotondo, che pareva sguarnito. La colonna di Watrin si mosse per neutralizzare la minaccia: i russi inizialmente furono ostacolati dalla brigata di Petitot e dall'avanguardia venuta da Bettole di Novi. Furono poi raggiunti dagli altri reparti francesi, precedentemente piazzati in difesa della strada verso Tortona. Sovrastati da forze superiori, i russi, presi dalla confusione e dal disordine, furono forzati a tornare a Pozzolo Formigaro.
Nel frattempo Suvorov arrivò sul campo di battaglia con il capo della divisione di Derfelden. Informato degli insuccessi subiti in sua assenza, prepara tutto per un attacco generale. Kray, che non si lascia scoraggiare da nulla, riceve l'ordine di fare un ultimo sforzo: Derfelden fu destinato a sostenere il principe Bagration, von Melas ha l'ordine di lasciare il campo di Rivalta per venire a formare la sinistra dello schieramento della coalizione. Infine fu dato ordine a Rosenberg di precipitarsi da Tortona con la sua divisione. Kray chiese immediatamente al generale Ott di assaltare frontalmente le alture occupate dalle truppe di Pérignon, mentre Bellegarde avrebbe cercato di svoltare a sinistra. L'attacco di questi ultimi non ebbe successo: se una colonna di fanteria si impadronì per prima dell'altura dietro Pasturana, non passò molto tempo prima che fosse deposta dalla fanteria di Clausel, appoggiata dalla brigata Grandjean. Pérignon, resosi conto dell'importanza di questo punto, lo occupò poi per il resto della giornata con un forte distaccamento di fanteria, supportato dalla cavalleria di Richepanse. Ott non ottenne risultati migliori: le sue forze furono cacciate dalla brigata di Partoneux, seppure quest'ultimo fu fatto prigioniero. Per supportare la propria ritirata, Kray ordinò una carica di cavalleria, supportandola con il fuoco della propria artiglieria: il movimento, eseguito molto bene, permise agli austriaci di respingere due battaglioni francesi, che erano scesi in pianura, e riportarli indietro sulle colline, sebbene entrambe le parti subirono consistenti perdite.

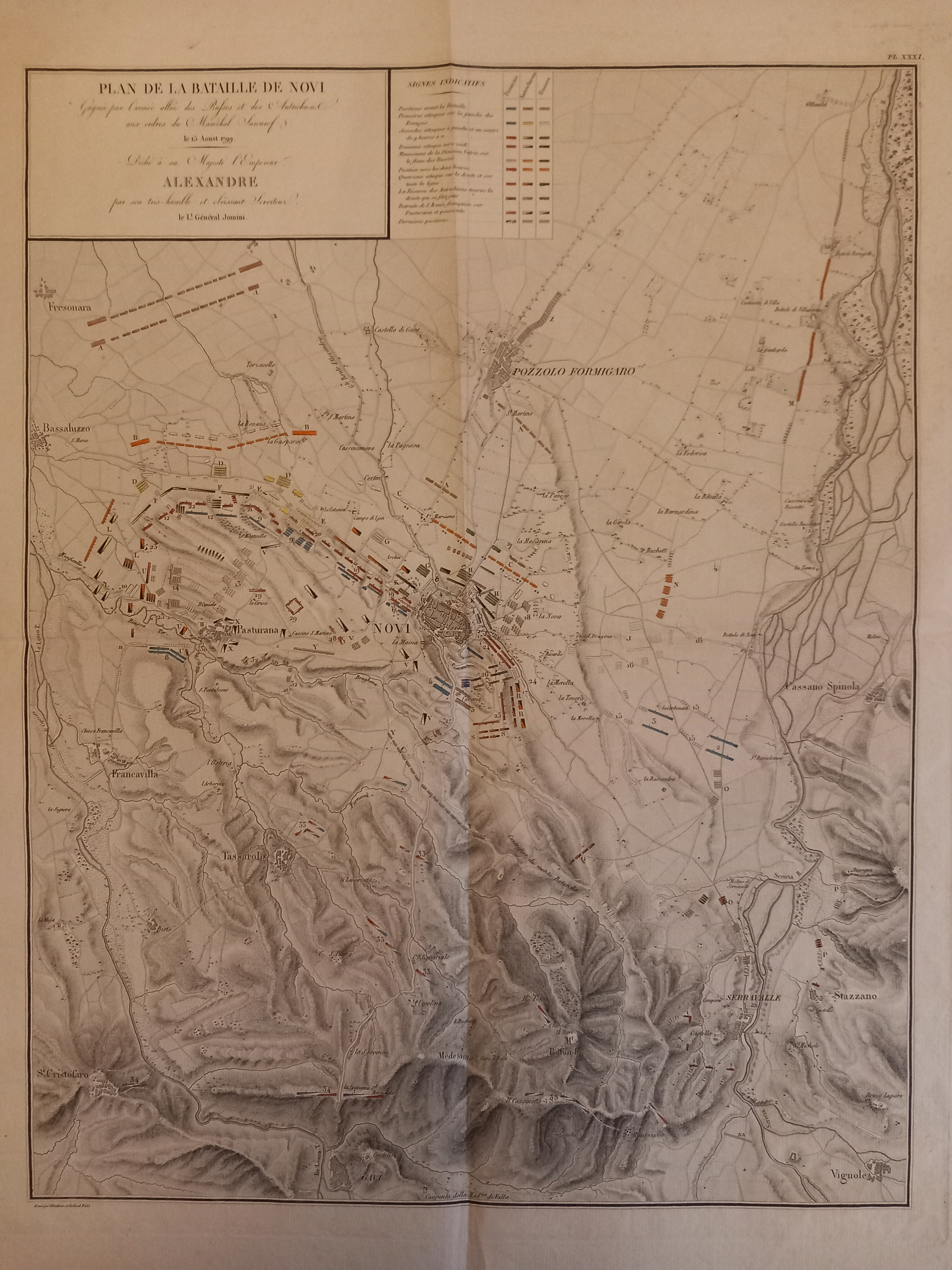
Mappa dello svolgimento della battaglia di Novi dedicata dal Gen. Jomini all'imperatore Alessandro I

Mentre Kray si esauriva in sforzi infruttuosi, Suvorov non era più fortunato al centro. Aveva circondato Novi con i suoi attacchi, senza riuscire a penetrarla. Le perdite che gli erano costati i primi tentativi gli fece credere che avrebbe raggiunto più facilmente il suo scopo rimuovendo i francesi dalla posizione di Cassinetta. Ordinò ad una forte colonna di attaccarla, ma Saint-Cyr, intuendone l'intenzione, ordinò a Watrin di riprendere il sobborgo, non tanto per creare un diversivo quanto per minacciare il fianco degli attaccanti. Questo colpo di mano, che costò ai russi molti uomini e due pezzi di cannone, distolse momentaneamente il maresciallo dall'idea di spostare la prima posizione, e diede alla divisione Watrin l'opportunità di avanzare nuovamente pianura. Verso la fine della mattina il conflitto si estese anche sull'ala destra francese verso Serravalle, dove il generale Melas tentò di attaccare sul fianco ed aggirare il nemico. Ma anche questo assalto fallì.
Scoraggiati da questi insuccessi, forse anche sopraffatti dall'eccessivo caldo della giornata, austriaci e russi rallentarono la vivacità del loro fuoco verso l'una; ma alle tre ripresero con più intensità, senza ottenere maggior successo. I francesi, irremovibili nelle loro posizioni, sventarono tutti i loro tentativi. Bagration e Derfelden, schiacciati dall'artiglieria, furono attaccati dagli squadroni di Guerin e riportati nella pianura dalla divisione di Watrin, che, contro la volontà di Saint-Cyr, indebolì le sue forze in un inseguimento insignificante. A quel punto della giornata, i francesi si consideravano quasi come i vincitori dello scontro: la loro posizione era ancora stabile e gli alleati, nel tentativo di cacciarli, avevano subito delle perdite decisamente superiori. Un qualsiasi generale si sarebbe arreso ma Suvorov, avuta notizia dell'arrivo delle truppe di von Melas ad est, rinnovò gli attacchi alle postazioni francesi, per quanto questi mancassero di coesione.
L'ordine dato a von Melas, appena giunto a Busetto fu quello di attaccare a destra mentre Derfelden si sarebbe spostato assieme a Kray a sinistra. Tale ordine non venne eseguito: von Melas divise il suo corpo in tre colonne e le usò per mettere in crisi l'ala destra dei francesi. La prima di queste, la brigata Nobili, risalì la sponda destra dello Scrivia per impensierire i francesi fermi a Serravalle; la seconda, la brigata Mittrowski, risalì la sponda sinistra dello stesso fiume e si diresse verso Monte Rotondo mentre la terza, utilizzata per simulare parziale obbedienza agli ordini di Suvorov, fu divisa in due parti. La prima andò a rinforzare le truppe adoperate contro Saint-Cyr e la seconda, alla quale lo stesso von Melas si unì, si diresse da Suvorov, con il quale il generale austriaco intendeva scusarsi. Saint-Cyr, che comprendeva i pericoli dovuti alla mossa di von Melas, inviò la divisione di Watrin, precedentemente in pianura, a proteggere l'altopiano minacciato. Gli uomini di Watrin, vedendo il movimento della colonna austriaca, che avrebbe tagliato la loro via di ritirata, si dimostrarono alquanto titubanti. Le due colonne nemiche colsero l'occasione per riunirsi a Cavana: di fronte a forze tanto superiori, la divisione di Watrin, che si era piazzata su una collinetta con quattro cannoni, non poté fare altro che tentare una breve resistenza prima di riaprirsi un varco Fornova, sulla strada per Gavi.

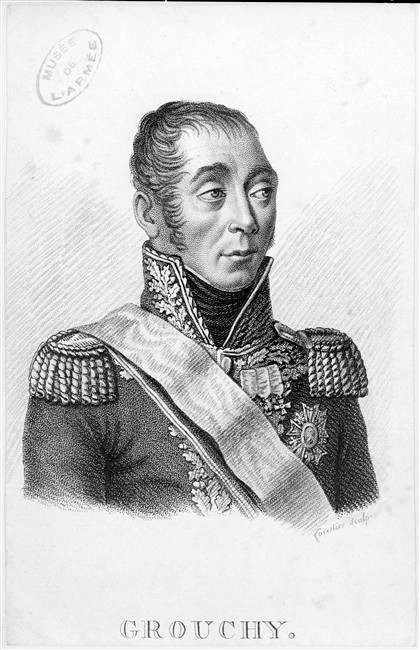
Il generale Grouchy

Alle cinque del pomeriggio, l'andamento della battaglia era il seguente: a sinistra, Kray aveva tentato invano dieci attacchi mentre al centro di Suvorov aveva respinto i francesi dentro Novi, da dove i repubblicani lo tenevano a bada a colpi di moschetto. La destra era separata dal centro e da questa parte, all'estremità della linea francese, Serravalle era stato presa dalla prima colonna di von Melas e Dabrowsky era stato ributtato sulla Bocchetta. Sebbene i francesi fossero ancora padroni delle alture tra Novi e Pasturana, l'esito della giornata era divenuto scontato perché Melas non tardò molto a tagliare completamente la strada per Gavi: lì presero piede la cavalleria del principe Lichtenstein e le tre brigate di granatieri, e la ritirata dei repubblicani poté avvenire solo attraverso Pasturana. I francesi, ora disposti su due linee approssimativamente parallele, ma attaccati frontalmente e posteriormente, avevano in qualche modo contro di sé tutte le difficoltà del terreno, che li aveva protetti fin dall'inizio della giornata. L'esito più o meno disastroso della battaglia dipese però dall'occupazione di Pasturana, che ne copriva le dirette comunicazioni: la difesa di questo posto divenne tanto più difficile, quanto le alture a sinistra di Novi erano sguarnite e ,con questo luogo sul punto di essere evacuato, nulla impediva agli alleati di avanzare in forze sul villaggio e di impossessarsi dell'unica via di fuga praticabile rimasta.
Suvorov radunò le divisioni Forster e Scheikowsky e decise di tentare con loro un ultimo sforzo sulle alture di Novi, mentre dalla loro parte Kray e Melas raddoppiavano il loro vigore contro le ali repubblicane. Mentre i russi prendevano di mira l'intero fronte delle linee francesi, l'accorto Moreau prese le disposizioni per la ritirata delle sue forze. Saint-Cyr, dal canto suo, ordinò alla divisione Watrin di raggiungere le alture di Montecucco sulla via per Gavi: due battaglioni furono posti davanti ai villaggi di Tassarollo e San Cristoforo, per proteggere la ritirata della divisione Laboissiere lungo la strada a Tassarollo, sul quale Gardanne avrebbe preso posizione dopo aver evacuato Novi. La brigata Colli e la cavalleria Guerin coprirono questo movimento. Il corpo di Melas, incerto sulla direzione da prendere in mezzo a tanti movimenti contrari, avanza solo con circospezione verso Novi. I francesi ne approfittarono per accelerare la ritirata che, su questo punto, si svolse nel massimo ordine. Tuttavia, l'altopiano a destra della città fu presto incoronato dai russi e dai Kray, che riuscirono a convincere alcuni battaglioni a stabilire un punto d'appoggio sulle alture prima che Pasturana respingesse la divisione di Lemoine sotto questo villaggio dove Grouchy aveva già schierato la sua prima linea di fronte a Bellegarde.
Verso le sei l'esercito francese era in piena ritirata. Novi era occupata solo dal 68°, appoggiato dalla riserva di Colli. Questo pugno di uomini poteva opporre poca resistenza alle colonne nemiche, che avanzavano sulla città da entrambi i lati. Anche Melas entrò da destra, nel momento in cui il principe Bagration entrò da sinistra con una colonna russa. Il 68° si ritirò attraverso la porta Gavi, mentre russi e ungheresi si impegnarono nel saccheggio. Guerin e Colli, dopo aver radunato questa mezza brigata, vollero ricongiungersi con Pasturana, e proteggere la ritirata delle artiglierie da Belvedere e Cassinetta, che non avevano potuto seguire la via per Gavi, ma la brigata del generale Karackzay, che aveva lasciato Novi, marciò direttamente verso di loro e li respinse sul fianco di Lemoine. Nel frattempo Bagration, che era riuscito a prelevare parte delle sue truppe da Novi, le mise in marcia per collegarsi con la destra di von Melas, che spingeva le divisioni Watrin e Laboissiere sulla strada di Gavi, vicino al bivio del sentiero per Tassarollo.

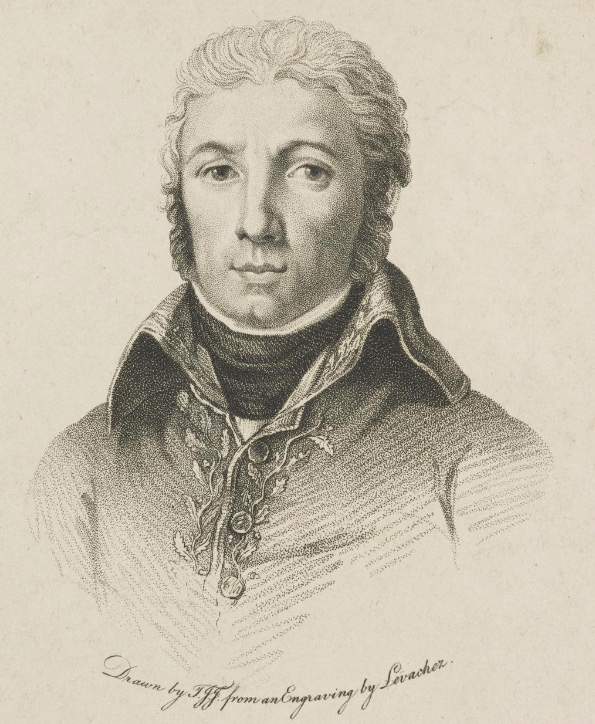
Il generale Moreau

Nelle ultime ore della giornata, l'ala sinistra e parte del centro francese erano ancora in lotta. L'intenzione di Moreau era che Grouchy fuggisse prima con l'artiglieria, sotto la protezione della divisione di Lemoine. La ritirata di quest'ultimo sarebbe stata a sua volta coperta dalla brigata Colli, incaricata di difendere gli accessi a Pasturana. Così non fu: i russi, dopo essersi uniti al corpo di Kray alla loro destra, attaccarono furiosamente l'ala sinistra dei repubblicani, che ora combatteva solo per salvare la propria artiglieria. Un battaglione nemico riuscì ad aggirare la posizione francese sfruttando le alture dietro Pasturana e riuscì ad aprire il fuoco da una posizione vantaggiosa: il panico si diffuse tra i francesi, che, persa la coesione, considerarono solo l'idea di avere salva la vita, ignorando gli ordini. Poco dopo, i russi penetrarono in tre punti a sinistra di Pasturana e rovesciarono la divisione di Lemoine. Anche le truppe di Grouchy cedettero agli sforzi di Bellegarde. Questa dimostrazione di forza fu il segnale della disfatta: costretti a marciare davanti alla linea alleata per attraversare il Riasco, i soldati fuggirono in tutte le direzioni. Moreau cercò di radunarli, fallendo.
Perignon e Grouchy, nella speranza di salvare ancora l'artiglieria abbandonata, erano rimasti a Pasturana con un battaglione del 74°. Si unirono a questa truppa tutti i fuggitivi che riuscirono a raccogliere e fecero sforzi incredibili per fermare il nemico. Ma alla fine, dopo aver ceduto questo pugno di valorosi, essi stessi caddero in mano agli austro-russi. Rimase in linea solo la debole brigata Colli. La riserva di cavalleria aveva ceduto il torrente, ciò nonostante Colli, ignorando il disordine dell'ala sinistra, seguì alla lettera le sue prime istruzioni. Arrivò, combattendo, all'ingresso del villaggio, e vi rimase fino alle nove, circondato da tutte le parti da nemici. Informato allora della ritirata dell'esercito, stava per raggiungere Tassarolo, quando fu preso alle spalle da Bagration. Questo attacco inaspettato disperse le sue truppe stanche, e rimase solo con un battaglione del 68°, determinato a vendere cara la sua vita. I pochi sopravvissuti alla disfatta furono fatti prigionieri, con l'intrepido Colli, che fu tratto in salvo dal campo di battaglia gravemente ferito.

## Conseguenze e bilancio
La battaglia, sebbene non decisiva dal punto di vista strategico, si rese famosa per la crudezza dei combattimenti, che la rese una delle battaglie più sanguinose dell'epoca napoleonica. I francesi persero 6500 soldati tra morti e feriti ed ebbero 2000 dispersi. Le perdite austro-russe, mai del tutto accertate per la presunta mancanza di veridicità dei rapporti, furono di oltre 5000 per gli austriaci e circa 1500 per i russi, tra morti e feriti. Due giorni dopo, la mattina del 17 agosto, l'avanguardia russa del generale Andrei Rosenberg catturò 130 francesi dopo un breve combattimento a Gavi.

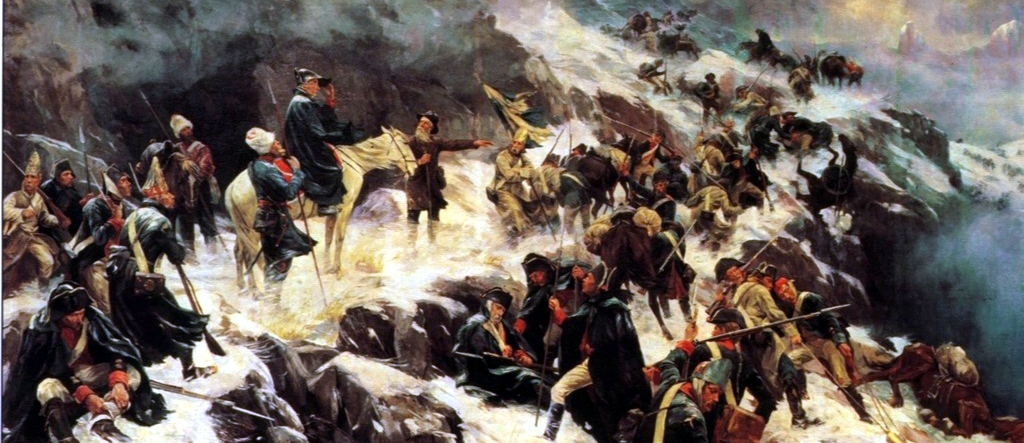
I soldati russi attraversano le Alpi svizzere

La prima battaglia di Novi, peraltro, segna la fine della campagna di Suvorov in Italia: le vittorie di Suvorov sui francesi stavano incrementando l'influenza russa sulla regione, il che contrastava con i progetti del cancelliere austriaco von Thugut, che bramava ad un nord Italia sotto l'egemonia asburgica. Di conseguenza, venne imposta a Suvorov l'opzione di proseguire la campagna in Svizzera, unendosi alle forze del suo connazionale Korsakov, in un tentativo di sconfiggere congiuntamente le forze di Massena, lasciando così il controllo dell'Italia settentrionale al solo generale von Melas. Suvorov era tutt'altro che favorevole all'idea, considerando il piano proposto dal Consiglio aulico di Vienna "un'idea fuori di testa", ma una lettera dell'imperatore austriaco lo costrinse ad adeguarsi al volere della corona asburgica.
In modo più indiretto, tra le conseguenze della battaglia vi fu l'ascesa al potere di Bonaparte. Nel novembre del 1799, con il colpo di stato del 18 brumaio, Napoleone si assicurò la guida dello stato francese, prendendo il titolo di Primo Console. Inizialmente, i cospiratori cercavano un leader militare che fosse disponibile a supportare il loro colpo di Stato, indirizzando le simpatie dell'esercito verso il nuovo ordine. Per il ruolo di "spada", come lo chiamava Sieyès, all'origine, era stato considerato come candidato ideale proprio Joubert. Dopo la sua prematura scomparsa si aprì un vuoto nei piani dell'organizzazione e per diverso tempo non si riuscì a trovare un sostituto adatto: Moreau aveva rifiutato, tra l'altro proponendo Napoleone al suo posto, mentre gli altri candidati erano di fede repubblicana troppo accesa o semplicemente poco popolari. Sieyès si convinse ad ammettere il generale corso nella cerchia ristretta dei cospiratori, dato che senza il suo aiuto, nessun piano avrebbe potuto avere successo.

## Plastico della battaglia
È di proprietà dell'amministrazione comunale di Novi Ligure un plastico della battaglia. Il plastico, ad opera dell'Associazione Storica Modellistica Novese - Compagnia della Picca e del Moschetto si trova all'interno del Laboratorio Solferino curato dall'associazione stessa.